# Хервіг Вольфрам
Хервіг Вольфрам (нім. Herwig Wolfram, нар. 14 лютого 1934, Відень, Австрія) — австрійський історик. Емерит-професор Віденського університету.

## Життєпис
Доктор. З 1969 — професор історії середньовіччя Віденського університету, в 1981-1983 — декан факультету гуманітарних наук
У 1983-2002 — директор Австрійського інституту історичних досліджень Віденського університету, потім емерит-директор.
Член Австрійської АН, членкор Словенської АН та мистецтв та Британської академії. (1996) , а також Американської академії медієвістики та Королівського історичного товариства.
Серед його нагород Австрійський почесний знак "За науку та мистецтво" (2000).

## Наукові праці
- Geschichte der Goten (1979, 2001; перекладена англійською, французькою, італійською та російською)
- Das Reich und die Germanen (1990, 1992; перекладена англійською)
- Конрад II. (1024-1039). Kaiser dreier Reiche (2000)

Англійська мова
- History of the Goths (1990, переклад Thomas J. Dunlop) ISBN 9780520069831
- The Roman Empire and its Germanic Peoples (University of California Press, 1997; переклад із ньому. Thomas Dunlap) ISBN 0-520-08511-6

Російська мова
- Вольфрам Х. Готи. Від витоків до середини VI ст. (досвід історичної етнографії). - СПб.: Ювента, 2003. - ISBN 5-87399-142-1 .